# Owenia caudisetosa
Owenia caudisetosa är en ringmaskart som beskrevs av Hartmann-Schröder 1959. Owenia caudisetosa ingår i släktet Owenia och familjen Oweniidae. Inga underarter finns listade i Catalogue of Life.